# Parascopas brevicauda
Parascopas brevicauda är en insektsart som beskrevs av Ronderos 1976. Parascopas brevicauda ingår i släktet Parascopas och familjen gräshoppor. Inga underarter finns listade i Catalogue of Life.